# Secretariado Nacional del Trabajo
El Secretariado Nacional del Trabajo (en neerlandés: Nationaal Arbeids-Secretariaat, NAS) fue una federación de sindicatos en los Países Bajos activa entre 1893 y 1940.

## Primeros años (1893-1896)
A caballo entre las décadas de 1880 y 1890 ganó influencia la idea de que los sindicatos debían dejar de ser simples ramas de la Liga Socialdemócrata (Sociaal-Democratische Bond, SDB). En 1893 se fundó, pues, el Secretariado Nacional del Trabajo. En inicio englobó los siete sindicatos que habían colaborado en su fundación junto con la propia SDB. Se declaró políticamente neutral; sin embargo, estuvo dominada de facto por la SDB.
En 1894 la SDB se dividió entre revolucionarios (Liga Socialista) y reformistas (Partido Socialdemócrata de los Trabajadores, SDAP). Las dos formaciones siguieron perteneciendo al NAS, que no tomó partido, pero las relaciones se deterioraron con rapidez, hasta el punto de que el NAS acabó expulsando a la Liga Socialista y al SDAP. Así, quedó conformado únicamente por sindicatos.

## Adopción de una línea sindicalista revolucionaria (1896-1914)
Para 1896 el NAS estaba compuesto por 13 sindicatos nacionales y 16 locales. Pronto se generó un conflicto sobre la distribución de medios financieros en su seno. Cada sindicato tenía un voto, con independencia de su tamaño, pero las cuotas financieras tenían un carácter per cápita. Por otra parte, el NAS apoyaba en principio cualquier huelga, estuviera convocada por miembros del NAS, por sindicatos no afiliados al NAS o incluso por individuos, ya que toda huelga era considerada una experiencia de aprendizaje para la clase obrera. Esto dio lugar a que la organización sufriera de escasez de fondos y a que desarrollase crecientes tendencias anarcosindicalistas, lo que a su vez provocó que varios de los sindicatos de mayor tamaño abandonasen la organización. Para 1903 había aumentado el número de sindicatos locales que formaban parte del NAS a 61 (por 16 en 1896), pero, en lo concerniente a los sindicatos nacionales, el crecimiento había sido mucho más modesto (hasta 15, por 13 en 1896).
En 1903 se deterioraron aún más las relaciones entre el NAS por una parte y el SDAP y muchos de los sindicatos no afiliados al NAS por otra. Una exitosa huelga general iniciada en enero de ese año provocó la aprobación de leyes estrictas contra futuras huelgas similares. Pronto se disolvió un «Comité de Resistencia» formado por el NAS, el SDAP y el Sindicato General de Trabajadores del Diamante (ANDB), el mayor sindicato no perteneciente al NAS. A finales de 1903 el líder del SDAP, Piter Jelles Troelstra (1860-1930), afirmó que el NAS estaba «acabado». En 1906 se fundó la Confederación Neerlandesa de Sindicatos (NVV) como una federación leal al SDAP, y desde sus inicios contaba con más miembros que el NAS.
A partir de entonces el NAS evolucionó hacia posturas inspiradas por el sindicalismo revolucionario. Esta evolución se debió a la competición con la NVV junto con la decisiva influencia de Christiaan Cornelissen (1864-1942). Cornelissen, a su vez inspirado por el sindicalismo francés de la Confederación General del Trabajo (CGT), desarrolló una teoría sindicalista que adaptó a las particularidades del NAS. Sin embargo, la caótica organización interna del NAS lo debilitó hasta que Harm Kolthek asumió la secretaría nacional en 1907. Bajo su liderazgo, el NAS pudo expandir su base enfatizando su neutralidad política y religiosa. Para 1913 el número de afiliados se había duplicado hasta los 7200. Por entonces el NAS había vuelto a cooperar con partidos políticos, en particular con el Partido Socialdemócrata (SDP, escisión del SDAP en 1909 de orientación comunista) en una huelga de transportistas en 1911 y una serie de protestas contra las subidas de precios en 1912. En consecuencia, muchos anarquistas dejaron la organización.

## De la Primera Guerra Mundial a la disolución (1914-1940)
Al igual que otras organizaciones sindicales europeas, el NAS experimentó un gran auge en su número de socios tras la Primera Guerra Mundial. Aunque los Países Bajos fueron neutrales en la guerra, no permanecieron ajenos a sus efectos: la escasez de comida azotó al país, y la ola revolucionaria que barrió Europa entre 1917 y 1920 también afectó a los neerlandeses. La ola de huelgas benefició al sindicato, que creció de 10 500 miembros en 1916 a 51 000 en 1920. Los miembros del NAS, a su vez, ejercieron una gran influencia sobre el SDAP y el SDP, renombrado en 1918 como Partido Comunista de Holanda (CPH).
En diciembre de 1922 decidió unirse a la Asociación Internacional de los Trabajadores (AIT), refundación de tendencia anarcosindicalista, aunque muchos miembros de la federación eran más proclives a unirse a la prosoviética Internacional Sindical Roja (ISR, o Profintern). La cuestión de la afiliación internacional generó una escisión en 1923, en la que 8000 miembros abandonaron el NAS para fundar la Confederación Sindicalista Neerlandesa (Nederlandsch Syndicalistisch Vakverbond, NSV), afiliada con la Profintern. Las negociaciones de fusión entre el NAS y la NSV en 1928, una vez el NAS se hubiera unido finalmente a la Profintern en 1925, provocaron que muchos miembros de la NSV se volvieran a afiliar al NAS.
Después de 1920 el NAS experimentó una caída en su número de afiliados, que pasó a 13 000 en 1924. Para entonces se componía principalmente de empleados municipales de Ámsterdam y trabajadores del transporte y de la construcción. En 1927 el NAS rompió con el Partido Comunista de Holanda, y muchos de sus miembros contribuyeron a formar el Partido Socialista Revolucionario (RSP), un partido revolucionario próximo a las ideas de Lev Trotski.
El NAS volvió a crecer a finales de los años 20, pero en 1933 y 1934 el Gobierno tomó medidas contra la izquierda tras un motín a bordo del crucero De Zeven Provinciën, con lo que asestó un duro golpe al NAS. Desde entonces los empleados municipales podrían ser despedidos por su adhesión al movimiento revolucionario. El NAS se fue debilitando a lo largo de los años 30, pero siguió existiendo hasta la ocupación de los Países Bajos en mayo de 1940, cuando los alemanes ilegalizaron la organización. Algunos miembros siguieron operando en clandestinidad, pero tras la guerra no se refundó la organización.